# RER E
RER E – jedna z 5 linii RER obsługujących Paryż i Île de France. Linia rozpoczyna się na dworcu Haussmann - Saint-Lazare (E1) i biegnie dalej na wschód aż do Chelles - Gournay (E2) lub Tournan (E4). Obsługą zajmuje się tylko SNCF. RER E jest najnowszą linią systemu RER: została otwarta w 1999 roku, a ostatnia rozbudowa miała miejsce w 2003 roku.
Konstrukcja linii pozostawia Gare Montparnasse jako jedyny główny dworzec w Paryżu nie podłączony do systemu RER. Linia Montparnasse jest podłączona do RER w Versailles-Chantiers i do LGV Atlantique w Massy-Palaiseau.

## Historia

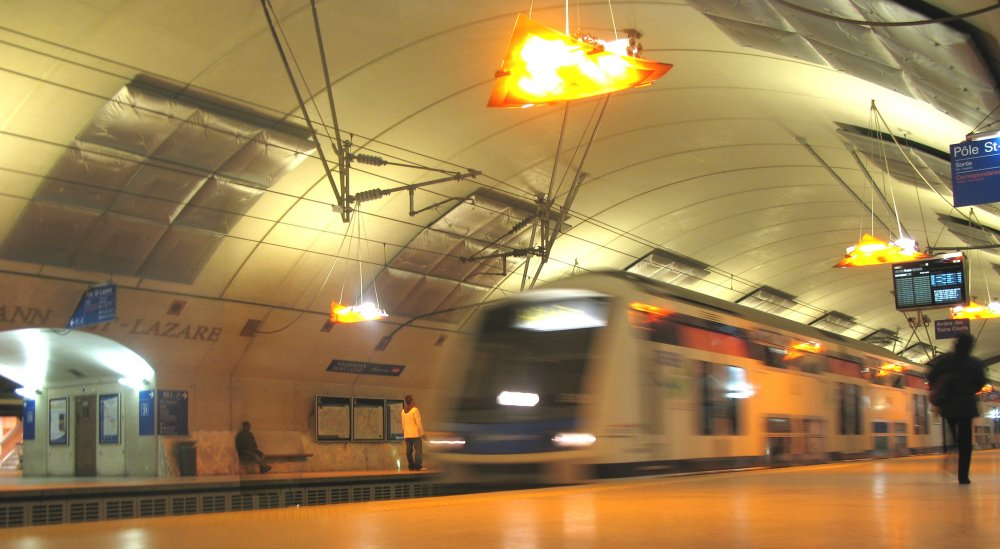
Pociąg RER E zatrzymujący się na stacji Haussmann - Saint-Lazare.

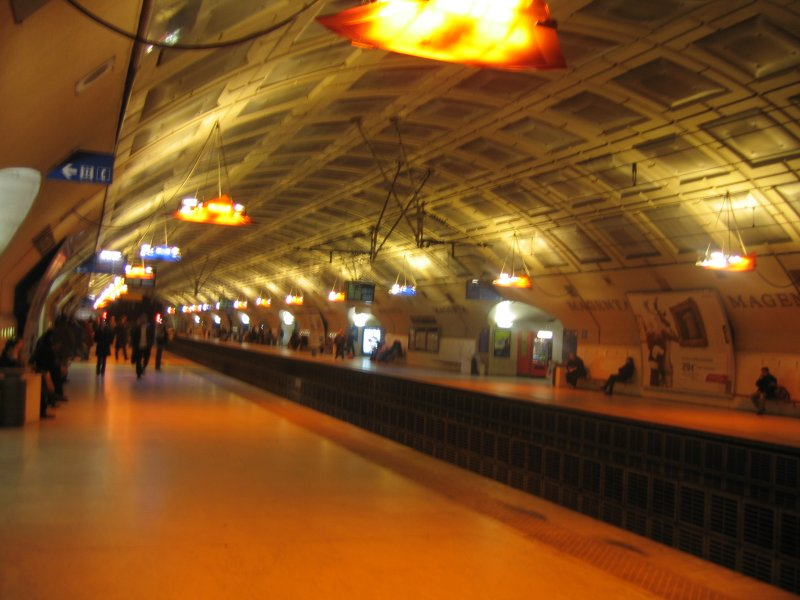
Stacja linii RER E Magenta.

RER E otwarto 14 lipca 1999 na odcinku pomiędzy Haussmann - Saint-Lazare i Chelles - Gournay. W trakcie prac wybudowano tunel o długości 2 km pomiędzy dworcem Haussmann - St-Lazare i stacją Magenta (która obsługuje Gare de l’Est i Gare du Nord).
Pierwsza rozbudowa linii, 30 sierpnia 1999 roku, zawierała nową odnogę z Noisy-le-Sec do Villiers-sur-Marne. Odnoga ta została rozbudowana do Tournan 14 grudnia 2003.
13 grudnia 2015 roku otwarto stację Rosa Parks w 19 dzielnicy Paryża.

## Rozbudowa

Mapa rozbudowy do Mantes-la-Jolie

RER E ma zostać wydłużone z Hussmann - Saint-Lazare do La Défense, skąd przejmie odnogę RER A do Nanterre, Sartrouville i Poissy. Tam przejmie tory SNCF (obecnie obsługiwane przez Transilien J) aby dotrzeć do Mantes-la-Jolie. Częściowe prace mają zacząć się w 2018, a całość w 2020.
Ośmiokilometrowy tunel ma zostać przekopany pomiędzy Haussmann - St-Lazare i La Défense. Pośrednia stacja w Porte Maillot będzie udostępniała możliwość przesiadki na RER C. Rozbudowa ma na celu redukcję o 10-15% ilości pasażerów korzystających z centralnej sekcji linii RER B (pomiędzy Gare du Nord i Châtelet) oraz RER A (pomiędzy La Défense i Auber). Dodatkowo przesiadki będą oddalone od dotychczasowego hub'u transferowego Châtelet.

## Mapa

Mapa linii RER E

## Lista stacji RER E
| Odnoga | Stacja                                  | Strefa | Obsługiwane gminy                      |
| ------ | --------------------------------------- | ------ | -------------------------------------- |
| E1     | Haussmann – Saint-Lazare                | 1      | Paryż                                  |
| E1     | Magenta                                 | 1      | Paryż                                  |
| E1     | Rosa Parks                              | 1      | Paryż                                  |
| E1     | Pantin                                  | 2      | Pantin                                 |
| E1     | Noisy-le-Sec                            | 3      | Noisy-le-Sec                           |
| E2     | Bondy                                   | 3      | Bondy                                  |
| E2     | Le Raincy – Villemomble – Montfermeil   | 4      | Le Raincy, Villemomble                 |
| E2     | Gagny                                   | 4      | Gagny                                  |
| E2     | Le Chénay – Gagny                       | 4      | Gagny                                  |
| E2     | Chelles – Gournay                       | 4      | Chelles, Gournay-sur-Marne             |
| E4     | Rosny – Bois-Perrier                    | 3      | Rosny-sous-Bois                        |
| E4     | Rosny-sous-Bois                         | 3      | Rosny-sous-Bois                        |
| E4     | Val de Fontenay                         | 3      | Fontenay-sous-Bois                     |
| E4     | Nogent – Le Perreux                     | 3      | Nogent-sur-Marne, Le Perreux-sur-Marne |
| E4     | Les Boullereaux – Champigny             | 3      | Champigny-sur-Marne                    |
| E4     | Villiers-sur-Marne – Le Plessis-Trévise | 4      | Villiers-sur-Marne, Le Plessis-Trévise |
| E4     | Les Yvris – Noisy-le-Grand              | 4      | Noisy-le-Grand                         |
| E4     | Émerainville – Pontault-Combault        | 5      | Émerainville, Pontault-Combault        |
| E4     | Roissy-en-Brie                          | 5      | Roissy-en-Brie                         |
| E4     | Ozoir-la-Ferrière                       | 5      | Ozoir-la-Ferrière                      |
| E4     | Gretz-Armainvilliers                    | 5      | Gretz-Armainvilliers                   |
| E4     | Tournan                                 | 5      | Tournan-en-Brie                        |

## Obsługa

### Nazwy pociągów
Podobnie jak na innych liniach RER, każdy pociąg jest nazywany od trasy którą obsługuje. Pierwsza litera oznacza kierunek, druga oznacza czy pociąg zatrzymuje się na każdej stacji.
- T odpowiada Tournan; V odpowiada Villiers-sur-Marne,
- C odpowiada Chelles - Gournay,
- H odpowiada Haussmann - Saint-Lazare.

Normalne nazwy pociągów wyjeżdżających z Paryża, to między innymi, TAVA (zatrzymuje się na Magenta, Rosa Parks, Patin, Noisy-le-Sec, Val de Fontenay i na wszystkich stacjach od Villiers-sur-Marne do Tournan), VOHE (zatrzymuje się na każdej stacji do Villiers-sur-Marne), COHI (zatrzymuje się na każdej stacji do Chelles - Gournay).